# Chiesa di San Nicolò (Jesi)
La chiesa di San Nicolò è uno dei monumenti più antichi della città di Jesi (AN), nelle Marche.
Sorge circa a metà di Corso Matteotti, col suo fianco sinistro chiude Piazza Pergolesi.
Risalente al XII secolo, venne gestita dai Templari, poi dalla Confraternita del Sangue Giusto e infine, ancor oggi, dai Padri Carmelitani.
Sconsacrata, viene utilizzata per mostre ed eventi culturali.

## Storia e descrizione

### Leggenda
Nell'Alto Medioevo, prima dell'anno Mille, in pieno periodo delle invasioni barbariche degli Ungari e dei Saraceni, sembra che gli jesini dovettero abbandonare la città per nascondersi negli immediati dintorni. Ormai neanche le antiche mura di struttura romana erano una difesa sufficiente. Allora la gran parte della gente si rifugiò in questo luogo, conosciuto come zona di Terravecchia, ove costruirono una prima chiesa che fu anche elevata a cattedrale.

### Origini

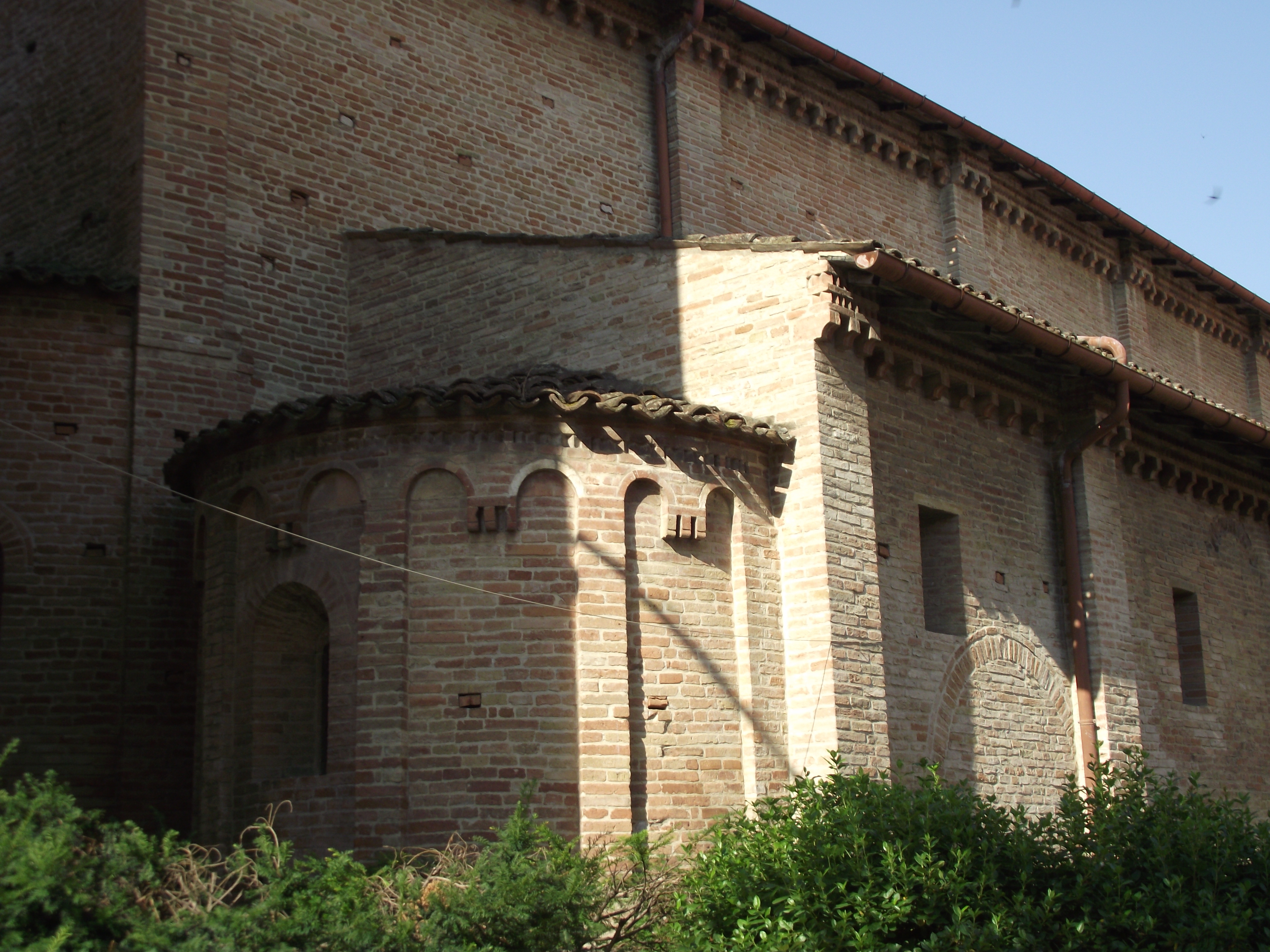
particolare delle absidi romanico-lombarde.

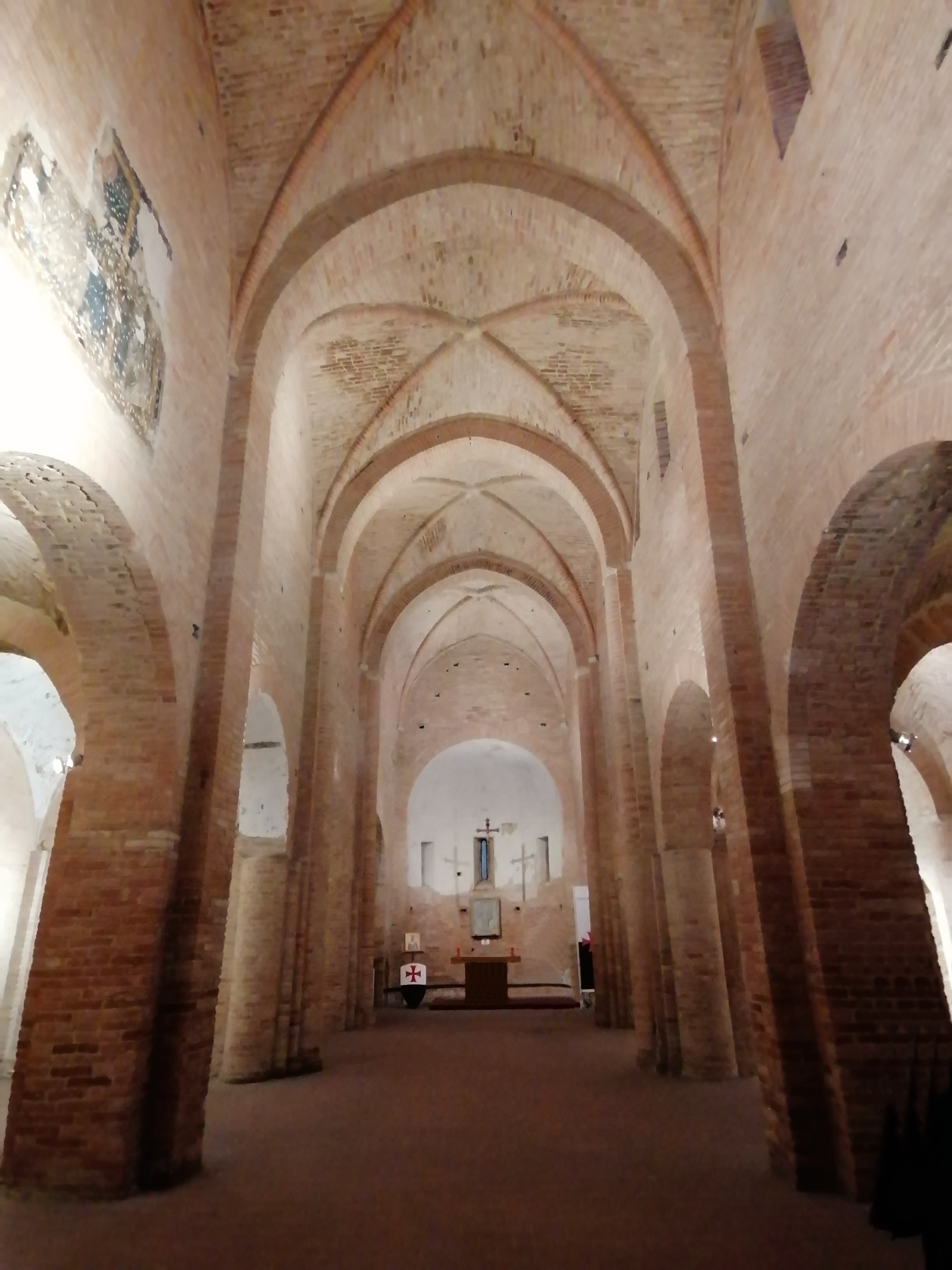
L'interno.

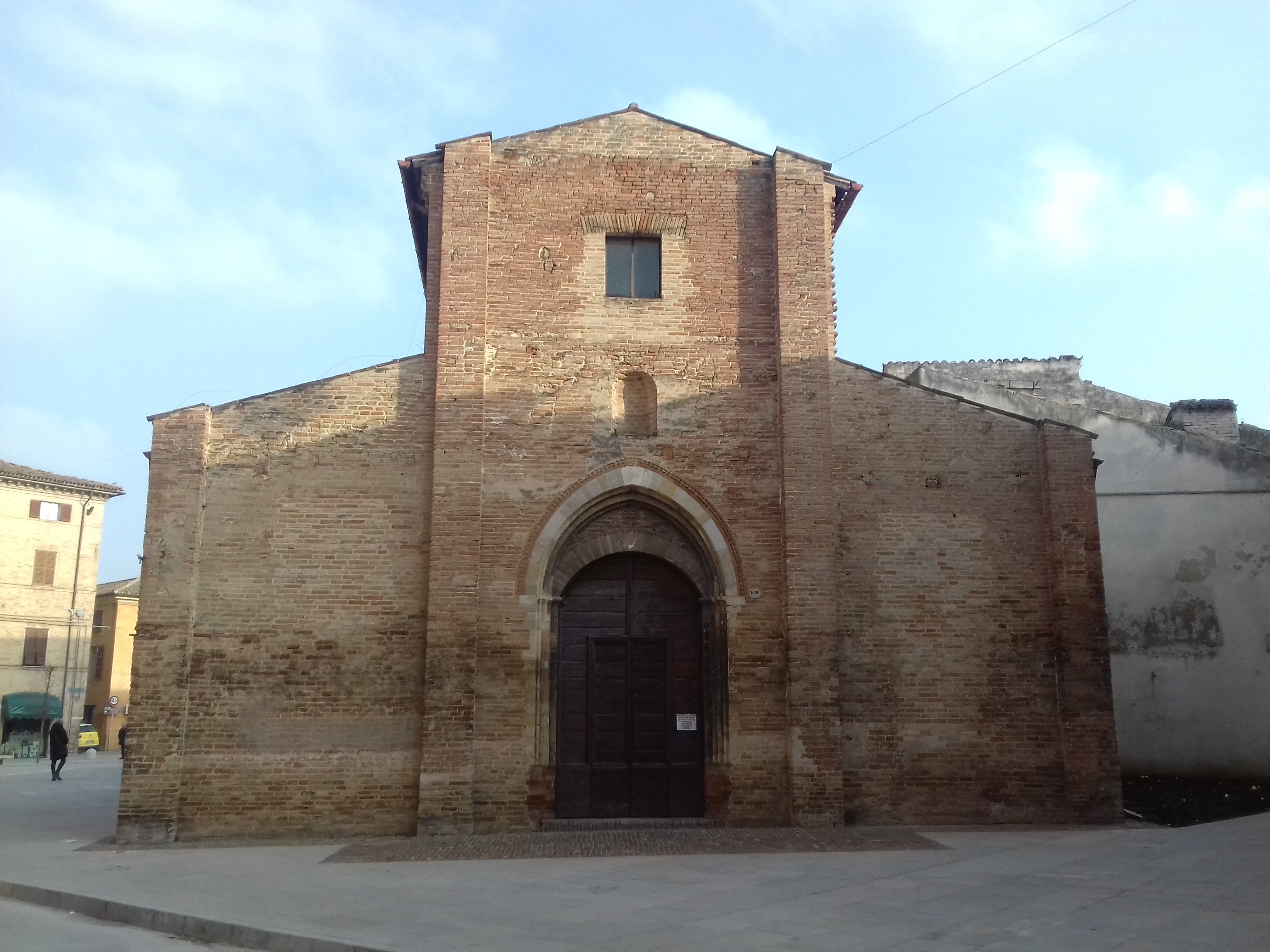
La facciata.

La sua struttura architettonica denota un'origine risalente agli ultimi anni del XII secolo, come già documentato in quest'epoca. Nel 1219 per la prima volta viene menzionato il Burgus Sancti Nicholay, ove si stabilivano sempre più frequentemente le genti provenienti dalle campagne o da altre città.
Il nome di Borgo San Nicolò fa presupporre già l'esistenza di un luogo di culto dedicato al Santo, che poi, probabilmente, venne ricostruito in dimensioni maggiori in seguito all'aumento della popolazione, con l'attuale edificio.

### Chiesa attuale
Sulla struttura si notano le parti basse, soprattutto nell'abside, di stile romanico, riconducibile tra il XII e l'inizio del XIII secolo. Si tratta di un edificio a pianta basilicale diviso in tre navate da pilastri compositi e terminante con tre absidi circolari. Fa contrasto la semplice struttura interna con le superfici esterne, decorate da archetti pensili di influsso lombardo, lesene e finestre-feritoie dalla doppia strombatura. A queste masse si innestarono degli ampliamenti gotici, soprattutto elevazioni, risalenti all'inizio del Duecento visibili soprattutto nelle volte a crociera costolonate della navata centrale, agli archi traversi e al portale in pietra ad arco senese, ornato da fregi in laterizio, ghiere, pilastrini e colonnine.
La semplice facciata, tripartita da contrafforti, era aperta al centro da un rosone o da una bifora, e sovrastata in alto da un campanile a vela con due campane (ancora visibile nel ‘700). Elementi rimossi durante i secoli successivi e mai più ripristinati.
Al di sopra del portale fu aperta successivamente una piccola nicchia, ove era collocato il busto in pietra di San Nicolò.
Per almeno un secolo, la chiesa fu una Commanderia dei Templari, in cui i pellegrini diretti a Roma trovavano ospitalità. La presenza templare è testimoniata da due croci scolpite agli stipiti del portone d’ingresso e dal simbolo della stella a sei punte, identificativo della Madonna, scolpito su un capitello della parete sinistra della navata centrale.
Nella prima metà del XIV secolo la chiesa venne affrescata. Due affreschi staccati eseguiti nel 1333 da Pietro da Rimini: il Sangue Giusto oggi alla Chiesa di San Giovanni Battista) e un San Francesco d'Assisi (oggi alla Galleria nazionale delle Marche di Urbino), testimoniano l'originaria ricchezza decorativa del tempio.
Fra il XIV e il XV secolo la chiesa venne declassata da parrocchia a cappellania del Capitolo della cattedrale, che ne nomina il cappellano. Nel 1554 il vescovo Gabriele del Monte destinò i locali attigui alla chiesa a sede del primo Seminario di Jesi, che vi restò fino al 1659.

### Trasformazioni e alterazioni
Il 1º aprile del 1599 il vescovo Camillo Borghese, futuro papa Paolo V, ri-elevò San Nicolò a chiesa parrocchiale, dando però inizio a delle infelici trasformazioni: la costruzione di ambienti sopra le navate laterali e a ridosso del fianco destro, l’inglobamento delle absidi da parte di successive costruzioni; l’ampliamento di aperture in stile baroccheggiante; la costruzione di sei altari laterali con la sopraelevazione dei pavimenti delle navate minori, e soprattutto l’intonacatura interna con conseguente perdita della più parte degli affreschi trecenteschi.
Nel 1798, con gli editti napoleonici, la chiesa venne chiusa al culto per insalubrità e la sede parrocchiale venne trasferita a San Giovanni Battista. Così il tempio venne adibito a magazzino (di legname, attrezzi agricoli, di grano, di concimi) e successivamente, nel 1944 ai militari anglo-americani e quindi al Consorzio Agrario. La diversa destinazione d'uso aggravò le alterazioni precedenti a carico delle pareti, dei pilastri e delle finestre; si arrivò persino alla suddivisione della navata centrale in tre piani mediante due solai di legno, sorretti da travi trasversali, e alla completa chiusura della navata sinistra mediante muratura.

### Storia contemporanea
Restaurata e ripristinata alle antiche forme nel dopo-guerra, l’edificio oggi appartiene ai Carmelitani del dirimpettaio Santuario delle Grazie. Sconsacrato, è aperto in occasione di mostre e convegni.